# 任龍
任龍（1988年12月21日—），出生於中國遼寧省，是越野滑雪及冬季兩項運動員。他於2004年起開始參加國際性賽事。同年，他贏得全國冬季兩項冠軍賽的男子20公里賽冠軍。兩年後，又奪得亞洲冬季兩項錦標賽男子4×7.5公里接力金牌。同年的都靈冬季奧運會，他在男子30公里追逐賽和50公里自由式賽事中分別以第62和63名完成賽事。2009年的全國冬季運動會中，他在全國冬季兩項錦標賽获得男子追逐12.5公里賽的冠軍，時間為41分9秒8。
2011年2月，任龍在哈薩克舉行的亞洲冬季運動會取得兩銀兩銅，在隨後進行的全國冠軍賽中，他贏得兩金兩銀。2014年，他取得參與冬季奧運會的參賽資格。在男子10公里競爭賽中，他最終以第83名完成賽事。

## 資料來源
1. ↑  .   [2014-02-07]. （原始内容存档于2018-10-02）.
2. ↑  "全国冬季两项锦标赛男女追逐赛任龙唐佳琳夺冠" （页面存档备份，存于） 《新華網》 2009 12 29